# Stibeutes cinctellus
Stibeutes cinctellus är en stekelart som först beskrevs av Etienne Laurent Joseph Hippolyte Boyer de Fonscolombe 1851.  Stibeutes cinctellus ingår i släktet Stibeutes och familjen brokparasitsteklar. Inga underarter finns listade i Catalogue of Life.